# Jean d'Ibelin (1212-1258)
Pour les articles homonymes, voir Jean d'Ibelin.
Jean d'Ibelin, ou Jean d'Arsouf, né en 1211 ou en 1212 et mort en 1258, est seigneur d'Arsouf au milieu du XIIIe siècle. Il est le deuxième fils de Jean d'Ibelin, surnommé le Vieux Seigneur de Beyrouth, et de sa seconde épouse Mélisende d'Arsouf, dame d'Arsouf.

## Biographie

### Début de carrière
Jean d'Ibelin est né en 1211 ou 1212. il est le deuxième fils de Jean d'Ibelin, surnommé le Vieux Seigneur de Beyrouth, seigneur de Beyrouth, et de sa seconde épouse Mélisende d'Arsouf, dame d'Arsouf.
En 1228, son père est nommé bailli, c'est-à-dire régent, du royaume de Chypre pour le roi Henri Ier de Chypre, encore mineur. Aussi, lorsque l'empereur Frédéric II part pour la Terre sainte à l'occasion de la sixième croisade, il a l'intention de récupérer la régence du royaume de Jérusalem pour le compte de son jeune fils Conrad IV, mais aussi de revendiquer celle du royaume de Chypre. Le Vieux Seigneur de Beyrouth est alors considéré comme un adversaire politique de l'empereur et un conflit éclate entre les deux hommes. Jean et son frère aîné Balian sont alors pris comme otage par l'empereur et sont envoyés à sa cour, en gage de la loyauté de leur père. De plus, Jean se voit promettre un fief dans les Pouilles.
Mais Jean parvient à rentrer en Terre sainte où a éclaté la guerre entre l'empereur et la famille d'Ibelin, connue sous le nom de guerre des Lombards. Il combat alors en soutien de son père lors de siège de Beyrouth contre Richard Filangieri, le bailli de l'empereur, qui parvient à prendre la ville, puis à la bataille d'Agridi le 15 juin 1232, qui voit la défaite de l'armée impériale.
En 1236, il épousa Alix d'Haïfa, fille de Rohard II d'Haïfa, seigneur d'Haïfa, et de son épouse Aiglantine de Nephim,.

### Seigneur d'Arsouf
En 1236, à la mort de son père Jean d'Ibelin, dit le Vieux Seigneur de Beyrouth, il hérita de la Seigneurie d'Arsouf, qui venait de sa mère, tandis que son frère aîné Balian obtint la seigneurie paternelle de Beyrouth.
Entre 1239 et 1241, il participa à la croisade des barons, menée par Thibaut IV de Champagne, comte de Champagne et roi de Navarre. En novembre 1239, il fit partie d'une armée croisée levée par Henri II de Bar, malgré les protestations de Thibaut IV, mais ils furent défaits par une armée ayyoubide à la bataille de Gaza (en) le 13 novembre.
En vue des guerres qui s'annonçaient, tant contre l'empereur que contre les musulmans, il fit renforcer en 1241 les fortifications d'Arsouf et entreprit la construction d'un château concentrique au nord de la cité.
La même année, il cosigna une lettre avec son cousin Philippe de Montfort et Geoffroy d'Estraing, ainsi qu'avec le soutien de Richard de Cornouailles, destinée à l'empereur Frédéric II, régent nominal de Jérusalem, afin de lui demander le pardon de tous les barons rebelles et de nommer bailli Simon de Montfort, comte de Leicester. En retour, les barons jureraient fidélité à Simon et reconnaîtraient son autorité jusqu'à ce que le jeune roi, Conrad II, atteigne la majorité en 1243. Mais l'empereur refusa cette proposition. 
En 1247, le roi Henri Ier de Chypre, le nomme connétable et bailli du royaume de Jérusalem. Il meurt à Jérusalem en 1258.

## Mariage et enfants
En 1236, il épousa Alix d'Haïfa, fille de Rohard II d'Haïfa, seigneur d'Haïfa, et de son épouse Aiglantine de Nephim, avec qui il eut, :
- Balian d'Ibelin (1239, † 1277), qui succède son père comme seigneur d'Arsouf ;
- au moins un autre garçon, probablement mort jeune, une charte de Jean de juin 1241 indique qu'il a donné une propriété aux Hospitaliers avec le consentement de « sa femme et de ses fils » (« Johannes de Ibelino, dominus de Arsur, consensu uxoris Aeliz et filiorum… »)[5].